# François Garipuy
Pour les articles homonymes, voir Garipuy.
François Garipuy (parfois appelé de Garipuy), né à Toulouse le 16 avril 1711 et mort à Toulouse le 2 avril 1782, est un astronome français.

## Biographie
François Garipuy est né dans la paroisse de la Dalbade à Toulouse le 16 avril 1711. Il est le fils de Jean Garipuy, huissier au parlement de Toulouse, et Catherine Laqueille. Il fait de brillantes études en humanités et en philosophie. À la demande de son père qui le destine à la magistrature au parlement de Toulouse, il fait des études de droit. Il obtient  le titre d'avocat à la fin de ses études, mais il s'intéresse peu aux chicanes du barreau. 
Il découvre les sciences mathématiques dans le Traité Élémentaire de la grandeur en général du père Bernard Lamy. La lecture de cet ouvrage modifie sensiblement le parcours du jeune avocat. Pour parfaire sa formation mathématique, il suit les conseils et leçons du père Durranc, enseignant au Collège des Jésuites de Toulouse, et ceux du médecin Bourrust. Par l'intercession de ces deux savants, François Garipuy réussit à entrer à la Société des Sciences de Toulouse, le 16 mai 1731, à l'âge de vingt ans. Il y propose plusieurs mémoires de mathématiques ainsi qu'une étude sur les Réfraction les Parallaxes. Il observe l'éclipse du 1er décembre 1732 avec une simple lunette.
Il est le premier véritable fondateur d'un observatoire astronomique à Toulouse. C'est grâce à son impulsion qu'un établissement d'envergure y a été créé et s'y est développé après que les administrateurs de la ville de Toulouse mettent à la disposition de la Société des sciences une tour des remparts. Il y installe une pendule à secondes, deux lunettes de 7 et 15 pieds et un quart de cercle en bois de 28 pouces de rayon. À partir de février 1736, il détermine la latitude de l'observatoire. Il y observe jusqu'en 1740 six éclipses de Lune et quatre de Soleil.
Il va continuer à étudier les mathématiques en lisant l'ouvrage de Barron sur Les Éléments d'Euclide, les neuf livres de Philippe de La Hire sur les Sections coniques. Il a appris à maîtriser le calcul différentiel et intégral sur le conseil de Jean de Clapiès, directeur général des travaux publics du Languedoc. Il se rend à Paris en 1740 où il rencontre Clairaut, Maupertuis, Cassini de Thury, Bouguer et Le Monnier. L'Académie des sciences de Paris l'a nommé son correspondant le 12 mars 1740. À trente ans, il apprend l'anglais pour étudier le Treatise of Fluxions de Colin Maclaurin, et A Compleate system of opticks de Robert Smith.
Avec Jean Gabriel Amable Alexandre Riquet de Bonrepos,  Victor Pierre François Riquet de Caraman, il intervient auprès de l'intendant Jean Le Nain, et le président Anne-Marie Daignan marquis d'Orbessan à la cour de Versailles auprès de la marquise de Pompadour pour obtenir du roi Louis XV les lettres patentes de fondation de l'Académie royale des sciences, inscriptions et belles-lettres le 24 juin 1746. Le comte de Caraman en est nommé président, le marquis d'Orbessan vice-président, Garipuy directeur. Garipuy est devenu vice-président en 1765.
De 1740 à 1752, François Garipuy concilie ses activités professionnelles et celles d'astronome. Mais en 1752, il doit prendre la suite de M. Carney, directeur des travaux publics de la Sénéchaussée de Carcassonne. Il a réalisé le pont du Sommail, près de Sallèles-d'Aude, érigé entre 1770 et 1774. Il a entrepris en même temps le début de la construction du pont de Rieucros permettant à la route reliant Pamiers à Mirepox (D119) de franchir le Douctouyre. C'est son fils, Bertrand Garipuy qui a terminé la construction de ces ponts.
Parmi ses charges, Garipuy doit inspecter le Canal royal du Languedoc.
Les États de Languedoc lui demandent même, en 1768, de tracer le plan de ce canal. La carte est achevée en 1771. 
L'éloignement de François Garipuy contrarie assez nettement ses travaux astronomiques. De surcroît, en 1765, il devient capitoul, ce qui constitue une charge supplémentaire.
François Garipuy avait pourtant aménagé un observatoire au-dessus de sa maison, et l'avait garni de nombreux instruments. Mais sa fonction l'empêche fréquemment d'être à Toulouse, lors de phénomènes célestes remarquables. Il tente malgré tout de poursuivre ses travaux et observe parfois loin de son observatoire, comme l'éclipse de Soleil du 1er avril 1764, dont il rapporte le compte rendu de Narbonne.
En 1772, François Garipuy démissionne de sa charge en faveur de son fils, Bertrand, qui le seconde parfois dans ses recherches. Les deux hommes sont emportés, en 1782, par l'épidémie de suette qui sévit alors à Toulouse.

## Principaux travaux

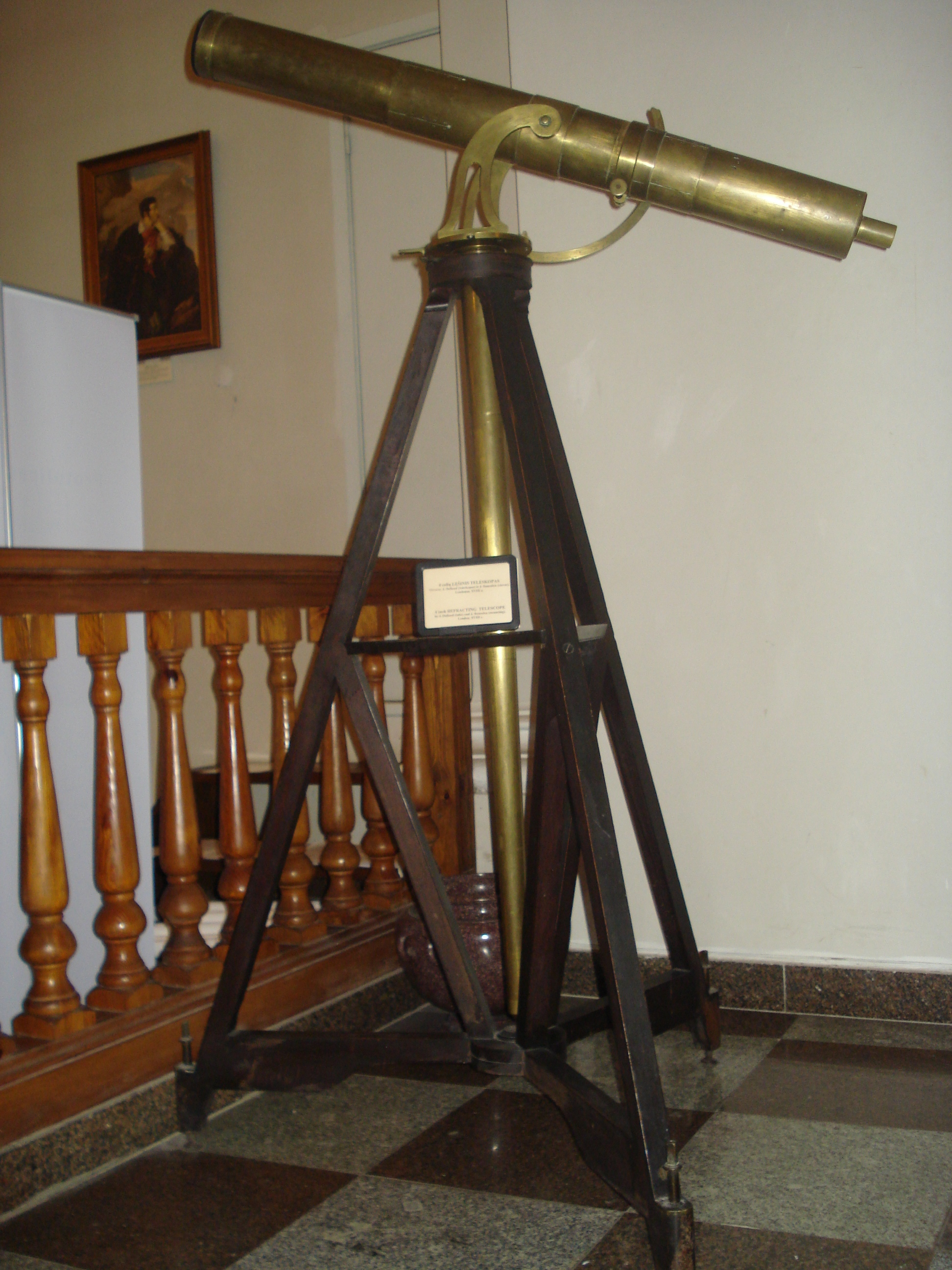
Lunette de Dollond, semblable à celle utilisée par Garipuy pour ses observations.

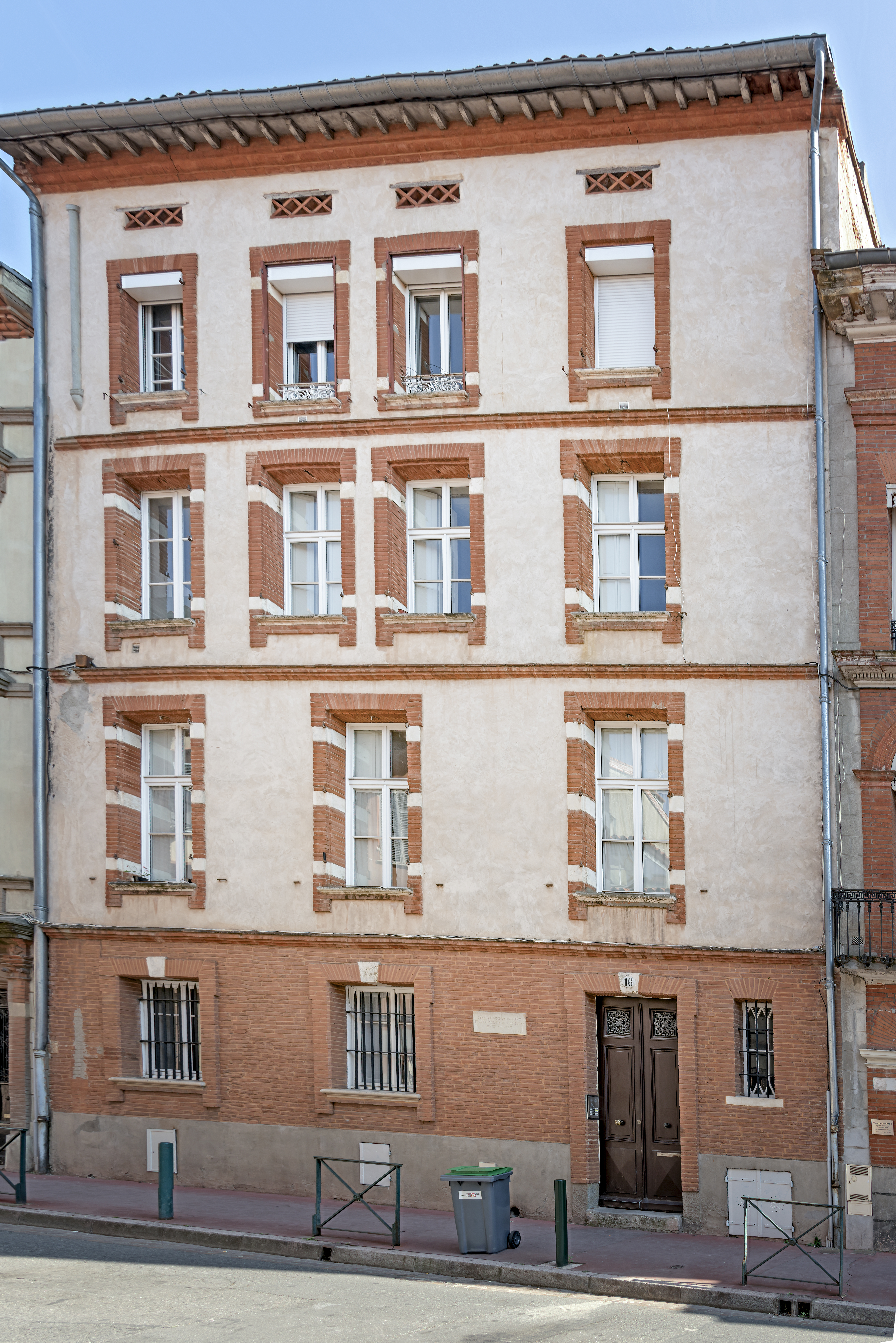
La maison et observatoire Rue des Fleurs

À la différence d'Antoine Darquier de Pellepoix, autre astronome toulousain, Garipuy n'a pas eu le souci de faire paraître ses observations. Celles qu'il a communiquées à l'Académie des Sciences se trouvent, pour l'essentiel, rassemblées dans le premier volume des Mémoires de cette savante compagnie. Le reste de ses travaux est dispersé dans les registres des Mémoires copiés de l'Académie des Sciences, et dans les fragments de correspondance qui subsistent encore.
La première observation du jeune Garipuy est celle de l'éclipse de la Lune du 1er décembre 1732. Les moyens instrumentaux dont il dispose sont alors fort modestes : « une petite Lunette, une Montre, et une Méridienne tracée à la hâte ». Les résultats de l'observation sont salués par Cassini, ce qui incite la Société des Sciences à poursuivre ses efforts dans le domaine de l'astronomie. Quand la Ville lui accorde la tour des remparts, Garipuy intensifie ses travaux : il calcule la latitude de Toulouse, et participe aux observations des passages de Mercure devant le Soleil en 1736 et en 1743, aux occultations d'étoiles par la Lune, ainsi qu'aux éclipses de Lune et de Soleil. 
Pour mener à bien l'ensemble de ces recherches, François Garipuy sollicite fréquemment la Société des Sciences à l'effet d'obtenir des instruments plus performants: lunettes de sept et quinze pieds, quart de cercle de 28 pouces, pendules à secondes...
Parallèlement à cette prolifique activité astronomique, Garipuy devient directeur des travaux publics de la Sénéchaussée de Toulouse. Le jeune astronome s'était lié avec M. de Clapiès qui occupait cette fonction et lui avait suggéré de se perfectionner dans le domaine de la géométrie pratique, afin de pouvoir lui succéder.
Les principaux articles qu'il fait paraitre sont : 
- Parallaxes de la Lune, de Mars, et de Vénus, dans Histoire et Mémoires de l'Académie Royale des Sciences, Inscriptions et Belles-Lettres de Toulouse, 1" série, t. I, 1782, p. 289-291.
- Histoire de l'Astronomie à Toulouse, dans Histoire et Mémoires de l'Académie Royale des Sciences, Inscriptions et Belles-Lettres de Toulouse, 1" série, t. 1, 1782, p. 49-57.
- Recueil des Observations Astronomiques faites à Toulouse, dans Histoire et Mémoires de l'Académie Royale des Sciences, Inscriptions et Belles-Lettres de Toulouse, 1" série, t. 1, 1782, p. 258-288.

## Un érudit
Astronome, Directeur des Travaux Publics, Capitoul, François Garipuy illustre la figure du savant provincial aux activités multiples. Cette polyvalence ne doit pas cacher la prédominance des observations astronomiques dans l'ensemble de ses travaux.
Car Garipuy est bel et bien le fondateur de l'Observatoire de Toulouse c'est lui qui est à l'origine du foisonnement qui saisit la ville au XVIIIe siècle dans le domaine de la science des astres.

## Famille
- François Garipuy s'est marié le 15 octobre 1743 avec Thérèse de Boé, sœur de Jane Rose de Boé mariée depuis 1730 avec Louis de Mondran, dont il a :
  - Jean Garipuy, mort jeune,
  - Bertrand Garipuy, né le 3 avril 1748, mort le 20 mai 1782 pendant une épidémie de suette comme son père, qui a succédé à son père comme directeur des travaux publics de la province de Toulouse, en 1772,
  - Marie-Thérèse Garipuy,
  - Marie-Louise Garipuy.